# Chionea pyrenaea
Chionea pyrenaea är en tvåvingeart som först beskrevs av Gilbert Charles Bourne 1981.  Chionea pyrenaea ingår i släktet Chionea och familjen småharkrankar. Inga underarter finns listade i Catalogue of Life.